# 7020 Юрсенар
7020 Юрсенар (7020 Yourcenar) — астероїд головного поясу, відкритий 4 квітня 1992 року.
Тіссеранів параметр щодо Юпітера — 3,489.
Названо на честь Марґеріт Юрсенар (фр. Marguerite Yourcenar, 1903–1987) — французької письменниці.